# Isabel Sánchez Romero
Isabel Sánchez Romero, OP, řeholním jménem Asunción de San José (9. května 1861, Huéscar – 17. února 1937, tamtéž) byla španělská římskokatolická řeholnice dominikánského řádu, zabitá během španělské občanské války. Katolická církev ji uctívá jako blahoslavenou mučednici.

## Život
Narodila se dne 9. května 1861 v obci Huéscar v provincii Granada jako poslední z osmi dětí. Její rodiče se jmenovali Andrés a Josefa. Pokřtěna byla 13. května téhož roku v místním farním kostele. Svátost biřmování přijala dne 11. listopadu 1861. 
V sedmnácti letech vstoupila do postulátu v dominikánském klášteře La Consolación ve svém rodném městě. Přijala řeholní jméno Asunción de San José, na počest sv. Josefa. Dne 2. října 1885 složila své doživotní řeholní sliby. Ve svém klášteře byla známá svou tichou povahou a chutí pomáhat ostatním. Od dětství trpěla vzácnou nemocí, která jí způsobovala bolestivé rány, na které si však nikdy nestěžovala. 
Po rozpoutání španělské občanské války roku 1936 začalo ve Španělsku pronásledování církevních činitelů. Kvůli nebezpečí opustila svůj klášter a uchýlila se k příbuzným, jak učinila většina řeholnic z jejího kláštera. Přesto byla dne 16. února 1937 zadržena a uvězněna poté, co do jejího obydli večer vtrhli muži. Byl na ni vyvíjen nátlak, aby se své víry vzdala, což však odmítla, načež se jí její věznitelé rozhodli spolu s několika dalšími, včetně jejího synovce Florencia zavraždit. Dne 17. února 1937 ráno ji vojáci spolu s ostatními násilně převezli na místní hřbitov v Huéscaru, kdy se celou cestu modlila. Ostatní vězněné zastřelili a ji jako poslední ze zavražděných ubili kamenem. Její poslední slova byla "ať žije Kristus Král!".

## Úcta
Její beatifikační proces započal dne 5. července 1995, čímž obdržela titul služebnice Boží. Dne 11. prosince 2019 podepsal papež František dekret o jejím mučednictví
Blahořečena pak byla v katedrále Panny Marie v Seville dne 18. června 2022 spolu s dalšími dvěma skupinami mučedníků španělské občanské války. Obřadu předsedal jménem papeže Františka kardinál Marcello Semeraro.
Její památka je připomínána 6. listopadu. Bývá zobrazována v řeholním oděvu.